# Desmocladus elongatus
Desmocladus elongatus är en gräsväxtart som beskrevs av Barbara Gillian Briggs och Lawrence Alexander Sidney Johnson. Desmocladus elongatus ingår i släktet Desmocladus och familjen Restionaceae. Inga underarter finns listade i Catalogue of Life.